# バンジャマン・パヴァール
バンジャマン・ジャック・マルセル・パヴァール（Benjamin Jacques Marcel Pavard, 1996年3月28日 - ）は、フランス・ノール県モブージュ出身のサッカー選手。セリエA・インテル・ミラノ所属。フランス代表。ポジションはDF (CB、RSB)。
フランス代表のレギュラーとして2018年ワールドカップの優勝に貢献、ラウンド16のアルゼンチン戦で決めた代表初ゴールとなるボレーシュートが大会のベストゴールに選ばれた。

## クラブ経歴

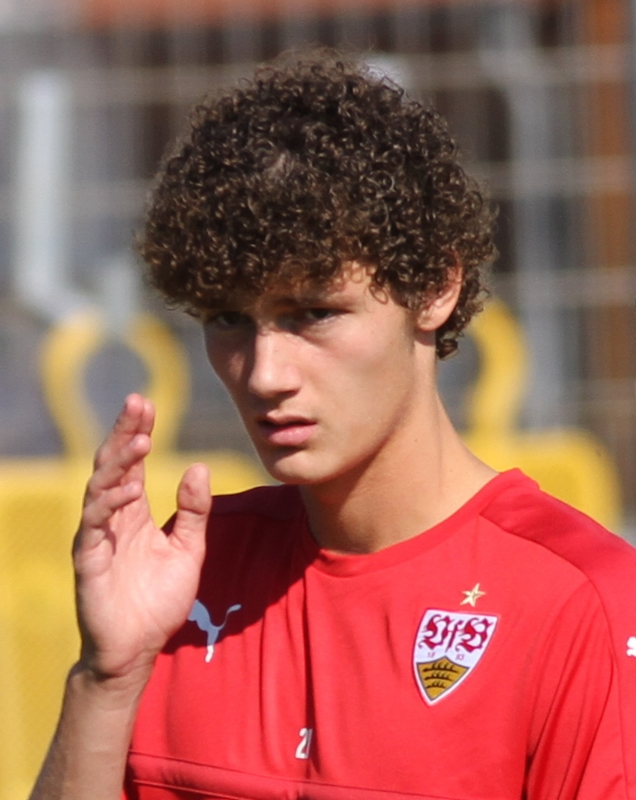
シュトゥットガルトでのパヴァール (2016年)

2005年にリールの下部組織に入団。2014年にはナシオナル2（フランス4部相当）に所属するセカンドチームへ昇格。2015年1月にトップチームに昇格し、同年1月31日のFCナント戦でリーグ・アン初出場を果たした。
2016年8月30日、ブンデスリーガ2部のVfBシュトゥットガルトへ2020年6月までの4年契約で完全移籍。2016年10月3日のSpVggグロイター・フュルト戦で先発出場しブンデスリーガデビューを果たすと1得点1アシストを記録。24試合に出場しシュトゥットガルトの1部復帰へ貢献した。
2017-18シーズンは開幕戦のヘルタ・ベルリン戦から先発出場を果たし、10月29日のフライブルグ戦でブンデスリーガ初ゴールを決め、2017年12月には契約を2021年6月まで1年延長。ホルガー・バトシュトゥバーとCBコンビを形成しブンデスリーガ全34試合にフル出場を達成。失点数をバイエルン・ミュンヘンに次ぐ2位の36点に抑え、クラブをブンデスリーガ7位躍進に導いた。
2019年1月9日、FCバイエルン・ミュンヘンはパヴァールと2019年7月1日からの5年契約を結んだことを発表した。8月31日のマインツ戦でオーバーラップからボレーシュートによる移籍後初ゴールを決め、更にアシストも記録した。また10月26日のウニオン・ベルリン戦でも強烈なボレーシュートで先制得点を決めるなど、レギュラーポジションを獲得し、リーグ戦では32試合4ゴール5アシストを決め、リーグ優勝に貢献したが、7月26日のトレーニングで負傷し以降の試合を欠場、UEFAチャンピオンズリーグ準決勝のリヨン戦で復帰、試合終盤に8分間プレーしたが、決勝のパリ・サンジェルマン戦では負傷上がりということもあり出場機会が無かった。2021年、FIFAクラブワールドカップ決勝のティグレス戦では59分に決勝ゴールとなるシュートを決めて優勝に貢献した。2022-23シーズン、リーグ第24節のアウフスブルグ戦でプロキャリア初の2ゴールを挙げて勝利に貢献した。
2023年8月30日、セリエAのインテル・ミラノは、パヴァールと5年契約を結び、移籍金は3,000万ユーロで、追加条項により最大3,200万ユーロに達する可能性がある。 これにより、彼は2023年夏の移籍市場において、セリエAで最も高額な契約選手となった。 パヴァールは9月24日に公式戦デビューを果たし、インテルの1-0のアウェー勝利（対エンポリ戦）で先発出場した。
2025年8月20日、25-26シーズンより背番号を28番から5番に変更することを発表。

## 代表経歴
各年代のフランス代表に選出され、2017年11月2日にウェールズとドイツ戦に挑むA代表に初招集。11月10日のウェールズ戦でA代表初出場を果たした。
2018 FIFAワールドカップでは代表3キャップながら本大会に招集された。初戦のオーストラリア戦では本職のジブリル・シディベの負傷により、右サイドバックとして先発起用された。ラウンド16のアルゼンチン戦では1点を追いかける後半12分に同点弾となるボレーシュートを叩き込んだ。このゴールはロシアW杯の大会最優秀ゴールに選出された。決勝まで、グループリーグのデンマーク戦以外のすべての試合でレギュラーとして先発出場し、1998 FIFAワールドカップ以来となる2度目のワールドカップ優勝に貢献した。
2022 FIFAワールドカップにおいては、グループリーグ初戦のオーストラリア戦では先発起用されたが、出来が良くなかったことからデシャン監督との確執が報じられるなど、以降はベンチメンバーに降格した。

## 個人成績
2023年8月31日現在
| クラブ                 | シーズン | リーグ            | リーグ戦 | リーグ戦 | カップ戦 | カップ戦 | リーグ杯 | リーグ杯 | 国際大会 | 国際大会 | その他 | その他 | 合計 | 合計 |
| クラブ                 | シーズン | リーグ            | 出場     | 得点     | 出場     | 得点     | 出場     | 得点     | 出場     | 得点     | 出場   | 得点   | 出場 | 得点 |
| ---------------------- | -------- | ----------------- | -------- | -------- | -------- | -------- | -------- | -------- | -------- | -------- | ------ | ------ | ---- | ---- |
| リールII               | 2014-15  | CFA               | 15       | 0        | -        | -        | -        | -        | -        | -        | -      | -      | 15   | 0    |
| リールII               | 2015-16  | CFA2              | 4        | 0        | -        | -        | -        | -        | -        | -        | -      | -      | 4    | 0    |
| リールII               | 2016-17  | CFA               | 1        | 1        | -        | -        | -        | -        | -        | -        | -      | -      | 1    | 1    |
| リールII               | 通算     | 通算              | 20       | 1        | -        | -        | -        | -        | -        | -        | -      | -      | 20   | 1    |
| リール                 | 2014-15  | リーグ・アン      | 8        | 0        | 0        | 0        | 0        | 0        | -        | -        | -      | -      | 8    | 0    |
| リール                 | 2015-16  | リーグ・アン      | 13       | 0        | 1        | 0        | 3        | 0        | -        | -        | -      | -      | 17   | 0    |
| リール                 | 通算     | 通算              | 21       | 0        | 1        | 0        | 3        | 0        | -        | -        | -      | -      | 25   | 0    |
| シュトゥットガルト     | 2016-17  | 2. ブンデスリーガ | 21       | 1        | 0        | 0        | -        | -        | -        | -        | -      | -      | 21   | 1    |
| シュトゥットガルト     | 2017-18  | ブンデスリーガ    | 34       | 1        | 2        | 0        | -        | -        | -        | -        | -      | -      | 36   | 1    |
| シュトゥットガルト     | 2018-19  | ブンデスリーガ    | 29       | 0        | 0        | 0        | -        | -        | -        | -        | 2      | 0      | 31   | 0    |
| シュトゥットガルト     | 通算     | 通算              | 84       | 2        | 2        | 0        | -        | -        | -        | -        | 2      | 0      | 88   | 2    |
| バイエルン・ミュンヘン | 2019-20  | ブンデスリーガ    | 32       | 4        | 6        | 0        | -        | -        | 8        | 0        | 1      | 0      | 47   | 4    |
| バイエルン・ミュンヘン | 2020-21  | ブンデスリーガ    | 24       | 0        | 1        | 0        | -        | -        | 7        | 0        | 4      | 1      | 36   | 1    |
| バイエルン・ミュンヘン | 2021-22  | ブンデスリーガ    | 25       | 0        | 1        | 0        | -        | -        | 10       | 0        | 0      | 0      | 36   | 0    |
| バイエルン・ミュンヘン | 2022-23  | ブンデスリーガ    | 30       | 4        | 3        | 0        | -        | -        | 9        | 2        | 1      | 1      | 43   | 7    |
| バイエルン・ミュンヘン | 2023-24  | ブンデスリーガ    | 0        | 0        | 0        | 0        | -        | -        | 0        | 0        | 1      | 0      | 1    | 0    |
| バイエルン・ミュンヘン | 通算     | 通算              | 111      | 8        | 11       | 0        | -        | -        | 34       | 2        | 7      | 2      | 163  | 12   |
| インテル・ミラノ       | 2023-24  | セリエA           |          |          |          |          | -        | -        |          |          |        |        |      |      |
| インテル・ミラノ       | 通算     |                   |          |          |          |          |          |          |          |          |        |        |      |      |
| 総通算                 | 総通算   | 総通算            | 236      | 11       | 14       | 0        | 3        | 0        | 34       | 2        | 9      | 2      | 296  | 15   |

## 代表歴

### 出場大会
- U-19フランス代表
  - 2015年 - UEFA U-19欧州選手権2015（ベスト4）
- フランス代表
  - 2018年-2019年 - 2018 FIFAワールドカップ（優勝）
  - 2018年 - UEFAネーションズリーグ2018-19
  - 2020-2021年 - UEFAネーションズリーグ2020-21 （優勝）
  - 2021年 - UEFA EURO 2020 (ベスト16)
  - 2022年 - 2022 FIFAワールドカップ（準優勝）

### 試合数
- 国際Aマッチ 52試合 5得点（2017年 - ）[20]

| フランス代表 | 国際Aマッチ | 国際Aマッチ |
| 年           | 出場        | 得点        |
| ------------ | ----------- | ----------- |
| 2017         | 2           | 0           |
| 2018         | 16          | 1           |
| 2019         | 9           | 0           |
| 2020         | 4           | 1           |
| 2021         | 11          | 0           |
| 2022         | 5           | 0           |
| 2023         | 5           | 3           |
| 2024         |             |             |
| 通算         | 52          | 5           |

### 得点
| # | 日時           | 場所                         | 相手         | スコア | 結果 | 大会                                   |
| - | -------------- | ---------------------------- | ------------ | ------ | ---- | -------------------------------------- |
| 1 | 2018年6月30日  | カザン、カザン・アリーナ     | アルゼンチン | 2-2    | 4-3  | 2018 FIFAワールドカップ                |
| 2 | 2020年11月17日 | パリ、スタッド・ド・フランス | スウェーデン | 2-1    | 4-2  | UEFAネーションズリーグ2020-21・リーグA |
| 3 | 2023年3月27日  | ダブリン、アビバ・スタジアム | アイルランド | 0-1    | 0-1  | UEFA EURO 2024予選                     |

## タイトル

### クラブ
シュトゥットガルト
- 2. ブンデスリーガ: 2016-17

バイエルン・ミュンヘン
- ブンデスリーガ: 2019-20, 2020-21, 2021-22, 2022-23
- DFBポカール: 2019-20
- DFLスーパーカップ: 2020, 2021, 2022
- UEFAチャンピオンズリーグ: 2019-20
- UEFAスーパーカップ: 2020
- FIFAクラブワールドカップ: 2020

インテル・ミラノ
- セリエA: 2023-24

### 代表
フランス代表
- FIFAワールドカップ: 2018
- UEFAネーションズリーグ: 2020-21